# Windpark Külz
Der Windpark Külz ist ein Windpark auf dem Gebiet der Ortsgemeinden Külz und Kümbdchen im Hunsrück, Rheinland-Pfalz. Der Windpark befindet sich auf der Anhöhe nordöstlich der Ortslage.

## Geschichte
Die Projektentwicklung des Windparks durch die FuturaGruppe aus Koblenz begann 2005, die Inbetriebnahme erfolgte 2007. 2012 wurde der Windpark durch sechs Enercon E-82-Anlagen nördlich und östlich erweitert. Betrieben wird der Windpark vom Anlagenbauer Enercon selbst.

## Technik
Zum Einsatz kommen vier Windkraftanlagen des Typs Enercon E-70 E4 mit einer Leistung von jeweils 2,0 MW, einem Rotordurchmesser von 71 Metern und einer Nabenhöhe von 98 Metern, sowie sechs Enercon E-82-Anlagen. Der Strom wird über ein Umspannwerk in Simmern in das Hochspannungsnetz eingespeist.